# 麻生津村 (和歌山県)
麻生津村（おうづむら）は、和歌山県那賀郡にあった村。現在の紀の川市の南東部、紀の川の左岸、和歌山線・名手駅の南東一帯にあたる。

## 地理
- 山岳：茶臼山、飯盛山、北山
- 河川：紀の川

## 歴史
- 1889年（明治22年）4月1日 - 町村制の施行により、麻生津中村・北涌村・西脇村・横谷村・赤沼田村の区域をもって発足。
- 1955年（昭和30年）7月1日 - 上名手村・狩宿村・名手町および王子村の一部（大字名手西野・後田・池田垣内・西ノ芝）と合併して那賀町が発足。同日麻生津村廃止。